# IC 1805
IC 1805 (nota anche come Nebulosa Cuore o con la sigla W4) è una nebulosa diffusa in associazione ad un ammasso aperto, visibile nella costellazione di Cassiopea, verso il confine con la Giraffa.

## Osservazione

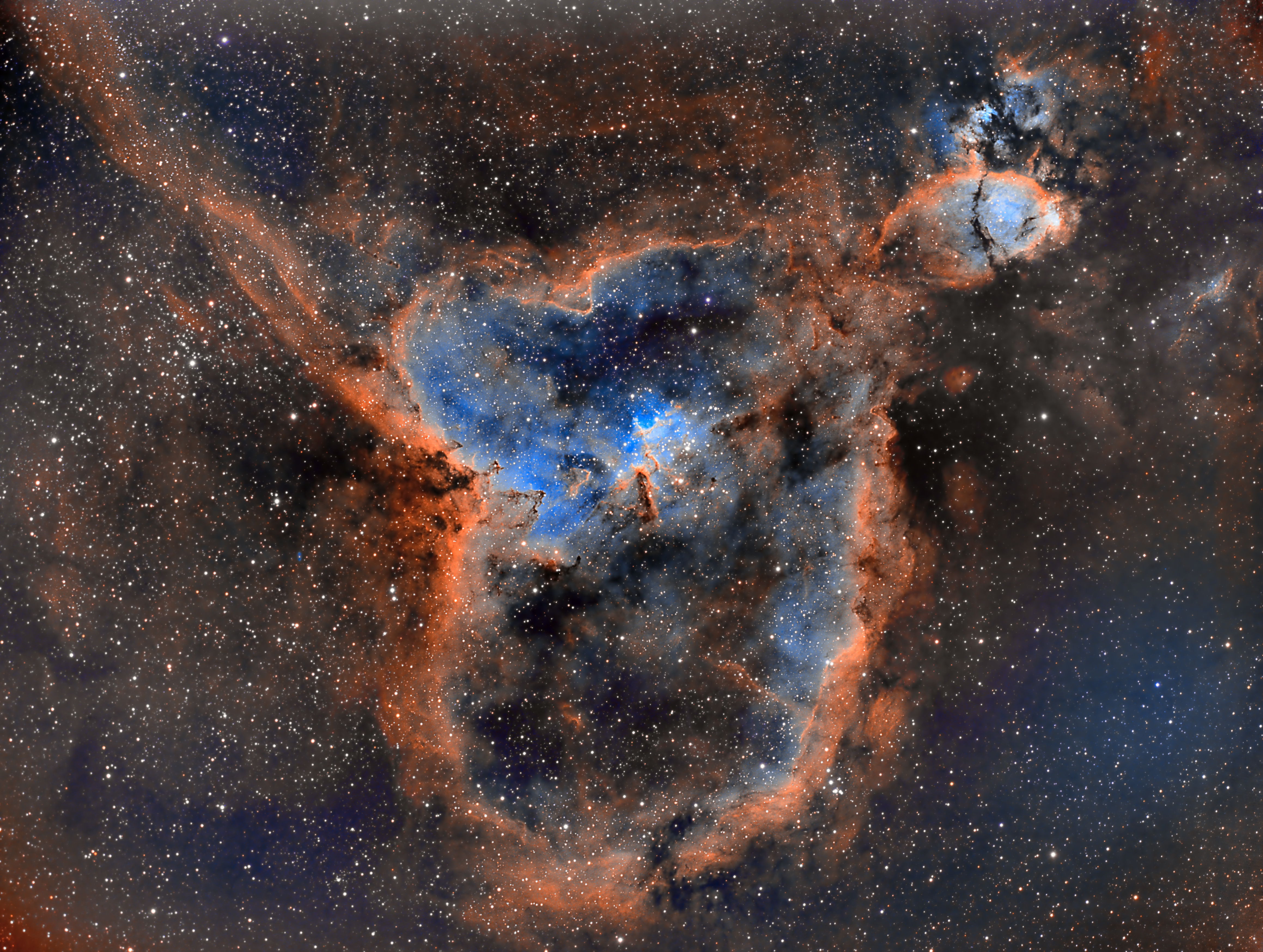
La nebulosa cuore osservata nel 2021

È individuabile circa 6 gradi a sud-est della stella ε Cassiopeiae, ma si può individuare anche partendo dall'Ammasso Doppio di Perseo e spostandosi di circa 4-5 gradi in direzione nord-nord-est; fa coppia con un'altra vasta nebulosa, nota come IC 1848. Per poterla individuare occorre un telescopio con un grande diametro, non tanto per le dimensioni, dato che la nebulosa è abbastanza estesa, quanto per la sua debolezza. Una foto a lunga posa o una camera CCD rivelano invece l'oggetto con una certa facilità. L'intero complesso di nebulose visibili in quest'area si presenta circumpolare dalla gran parte delle regioni dell'emisfero boreale; i mesi migliori per la sua osservazione vanno da ottobre ad aprile.

## Caratteristiche
Si tratta di una regione HII molto estesa, la cui distanza è stimata sui 7500 anni luce da noi; la sua caratteristica principale è la presenza di due grosse aree apparentemente vuote, di diverse dimensioni, che rendono la nebulosa simile ad un "cuore". Al suo interno si trova un sistema di piccoli ammassi aperti poco concentrati, responsabili della ionizzazione della nebulosa. Il più notevole di questi è Melotte 15, che contiene alcune stelle circa 50 volte più massicce del Sole, più altre più piccole ed un microquasar espulso milioni di anni fa.
Questa e la vicina IC 1848 formano un grande complesso nebuloso noto come complesso W3/W4/W5 o "Cuore e Anima"; il "cuore" è IC 1805, mentre l'"anima" è rappresentata da IC 1848.

## Struttura e fenomeni di formazione stellare
W4 ha una struttura a guscio ed è la più grande fra le tre nebulose principali del complesso; al suo centro si trova l'ammasso aperto IC 1805, designazione con cui talvolta viene indicata anche l'intera nebulosa ad esso associata. Di fatto IC 1805 costituisce la parte centrale della grande associazione Cassiopeia OB6; le stelle più brillanti dell'ammasso sono delle nane blu, 24 delle quali possiedono una massa superiore a 10 M☉, con un'età compresa fra 1 e 3 milioni di anni. Fra queste stelle blu ve ne sono 9 di classe spettrale O, racchiuse entro un raggio di circa 10 pc, mentre il raggio totale dell'ammasso aperto è di circa 18 pc. Di queste stelle di classe O, si è scoperto tramite studi sulla velocità radiale e della curva di Gauss che 6 sono stelle doppie; fra queste ve n'è una, HD 15558, che pare essere una stella tripla.
Nei pressi della nebulosa sono attivi degli episodi multipli di formazione stellare; tramite le immagini ottenute nell'H-α è stata scoperta una superbolla in espansione formata da idrogeno ionizzato dell'estensione di 1200 pc ed emergente dal piano galattico, la cui età, di circa 10-20 milioni di anni, è un'indicatrice del fatto che si sia originata a seguito dell'azione del vento stellare di una prima generazione di stelle massicce. Da questa regione emergono oltre 30 nubi molecolari e globuli dispersi nello spazio circostante, come visto sopra, la cui presenza suggerisce che una volta nella regione si trovava una nube molecolare gigante in seguito dissoltasi a causa di un primo intenso episodio di formazione stellare.